# Pteropus pelewensis
Pteropus pelewensis is een vleermuis uit het geslacht Pteropus die voorkomt in Palau. Sinds de grotere P. pilosus is uitgestorven is P. pelewensis daar de enige vleerhond. P. pelewensis wordt soms als een ondersoort van P. mariannus uit de Marianen gezien. Het dier eet fruit, bloemen en knoppen. Overdag slaapt deze soort meestal in grote kolonies, hoewel ook kleine groepen van twee tot vier dieren voorkomen. In de winter (eind november tot begin januari) wordt er het meest gepaard.
P. pelewensis is een middelgrote vleerhond met een donkerbruine vacht, die aan de onderkant wat lichter is. De schouders zijn geelbruin. De kop-romplengte bedraagt 262 tot 318 mm, de voorarmlengte 110 tot 125 mm en de oorlengte 20 tot 28 mm.